# Ulf Scharlau
Ulf Scharlau (* 4. Dezember 1943 in Hanau; † 10. März 2021) war ein deutscher Musikwissenschaftler.
Scharlau war seit 1998 Leiter der Dokumentation und Archive beim Südwestrundfunk Stuttgart. Nach einer Promotion über Athanasius Kircher war er von 1973 bis 1982 beim Süddeutschen Rundfunk Leiter des Schallarchivs, von 1982 bis 1998 war er Hauptabteilungsleiter Dokumentation und Archive. Von 1984 bis 1987 fungierte er als Präsident, von 1987 bis 1990 als Vizepräsident der Internationalen Vereinigung der Schall- und audiovisuellen Archive. 
Seit 1993 hatte Scharlau einen Lehrauftrag für Mediendokumentation an der Hochschule für Bibliotheks- und Informationswesen in Stuttgart, 1998 wurde er zum Honorarprofessor ernannt. Er schrieb zahlreiche Fachartikel musikwissenschaftlichen und rundfunkdokumentarischen Inhalts.

## Publikationen
- Athanasius Kircher (1601–1680) als Musikschriftsteller, Ein Beitrag zur Musikanschauung des Barock, 1969
- Igor Strawinsky (1882–1971): Phonographie: seine Eigenproduktionen auf Schallplatten und in den europäischen Rundfunkanstalten : zusammen mit einem Verzeichnis der in den deutschen Rundfunkanstalten und im Deutschen Rundfunkarchiv vorhandenen Rundfunkproduktionen und historischen Schallplattenaufnahmen von Strawinsky-Werken, Deutsches Rundfunkarchiv, 1972
- Mit Edgar Lersch: Südfunk Stuttgart 1924 bis 1984: ein Streifzug durch 60 Jahre Radioprogramm, RFW, 1984

als Herausgeber
- Athanasius Kircher: Musurgia Universalis sive ars magna consoni et dissoni in X. libros digesta, G. Olms, 1999, 462 Seiten
- gemeinsam mit Petra Witting-Nöthen: Wenn die Jazzband spielt ...: von Schlager, Swing und Operette; zur Geschichte der leichten Musik im deutschen Rundfunk, Verlag für Berlin-Brandenburg. 2006